# دونالد بيرد
دونالد بيرد (بالإنجليزية: Donald Byrd)‏ هو بواق أمريكي، ولد في 9 ديسمبر 1932 في ديترويت في الولايات المتحدة، وتوفي في 4 فبراير 2013 في دوفر في الولايات المتحدة.

## وصلات خارجية
- دونالد بيرد على موقع IMDb (الإنجليزية)
- دونالد بيرد على موقع الموسوعة البريطانية (الإنجليزية)
- دونالد بيرد على موقع ميوزك برينز (الإنجليزية)
- دونالد بيرد على موقع إن إن دي بي (الإنجليزية)
- دونالد بيرد على موقع أول ميوزيك (الإنجليزية)
- دونالد بيرد على موقع ديسكوغز (الإنجليزية)